# Волшебное кольцо (сказка)
Волшебное кольцо — всемирно известный сказочный сюжет. Известно несколько десятков восточнославянских вариантов сказки.
Истоки сюжета, вероятно, восходят к рассказу из древнеиндийского сборника «Двадцать пять рассказов Веталы»; сходный сюжет имеется в тибетском сборнике «Игра Веталы с человеком» и в монголо-ойратском сборнике «Волшебный мертвец». В Европе первые публикации относятся к XVII веку в «Пентамероне» Базиле (III, № 5; IV, № 1).
В России и других странах много раз издавались лубочные переделки, например, «Сказка об Иване, купеческом сыне» книги «Деревенская забавная старушка». Исследованиями сюжета занимались Аарне, Аникин, Пропп и Афанасьев. Чаще всего герой получает кольцо от спасённой им змеи.
Была переделана в жанре скоморошина Борисом Шергиным. По мотивам сказки снят одноимённый мультфильм киностудии «Союзмультфильм» (1979 г.); от автора текст читает Евгений Леонов.
Также существует второй авторский вариант сказки, созданный Андреем Платоновым. В сборнике «Чувашские сказки» (1937, издательство «Художественная литература») сюжет встречается в сказке «Солдат и волшебник», записанной в 1912 году.